# Olyntho María Simões
Olyntho María Simões (Rivera, 5 de junio de 1901 - 9 de octubre de 1965) fue un poeta, periodista y gestor cultural uruguayo. 

## Biografía
Trabajó en la prensa desde su juventud, primero como tipógrafo y más tarde como periodista tanto en la prensa local como nacional. En 1922, a los 21 años, fundó el periódico La cachiporra.
En 1930 su Canto a la ciudad de Rivera logró el primer premio en el concurso organizado por el Consejo Departamental del Gobierno Municipal, siendo declarado Himno de la Ciudad.
En la actividad educacional participó en varias comisiones de fomento escolar, asimismo fue fundador y secretario durante 13 años de la Asociación de Padres de Alumnos Liceales. Trabajó además para que Rivera tuiviera su propio Instituto Normal (Instituto de formación docente). Apoyó la labor de la Alianza Francesa de Rivera.
En 1936 se fundó el primer Ateneo de Rivera, que realizó una amplia actividad cultural, y en él trabajó desde el primer momento. 
Hizo teatro e intervenía , además, cuando venían compañías de Montevideo a actuar en el teatro Florencio Sánchez de Rivera.
En 1950 recogió en un libro La sombra de los plátanos su producción poética que ha tenido varias reediciones.
En 1956 se fundó la Escuela Taller de Artes Plásticas de cuya Comisión Directiva fue presidente hasta su fallecimiento.
Años después de su fallecimiento, en 1976, se editó Hojas sueltas con la producción poética que Simões no había editado. Algunos de sus poemas han sido musicalizados y llevados al disco por varios artistas, entre ellos Héctor Numa Moraes.
El 22 de septiembre de 1999, por Ley se dio el nombre de Olhinto María Simoes a la Escuela N.º 147 de la ciudad de Rivera.